# حرب الجبل الأخضر
اندلعت حرب الجبل الأخضر سنة 1954 ومرة أخرى سنة 1957 في عمان في محاولة من الإمام غالب بن علي الهنائي لإنشاء دولة إمامة عمان في ثورة ضد السلطان سعيد بن تيمور سلطان مسقط وعمان. واستمرت الحرب حتى سنة 1959 حيث انتصر السلطان سعيد بعد دعم من القوات البريطانية في كسب الحرب وألحقت دولة الإمامة بالسلطنة.
أرادت بريطانيا إنزال ضربة حاسمة بالإمام والإطاحة بنظام الإمامة. وقد نصحها نوري السعيد، رئيس وزراء العراق آنذاك بالتخلص من الإمام غالب شخصيا. ويقول تقرير بريطاني في هذا الصدد:

"كان يأمل في أن تعتقل قوات مسقط الإمام وأن تنتهي منه، وهذا يعني أنه يخشى إذا سمح للإمام بالهرب إلى السعودية أن يتحوّل شوكة في قدمنا مثل رشيد عالي ومفتي القدس في الماضي".

## البداية

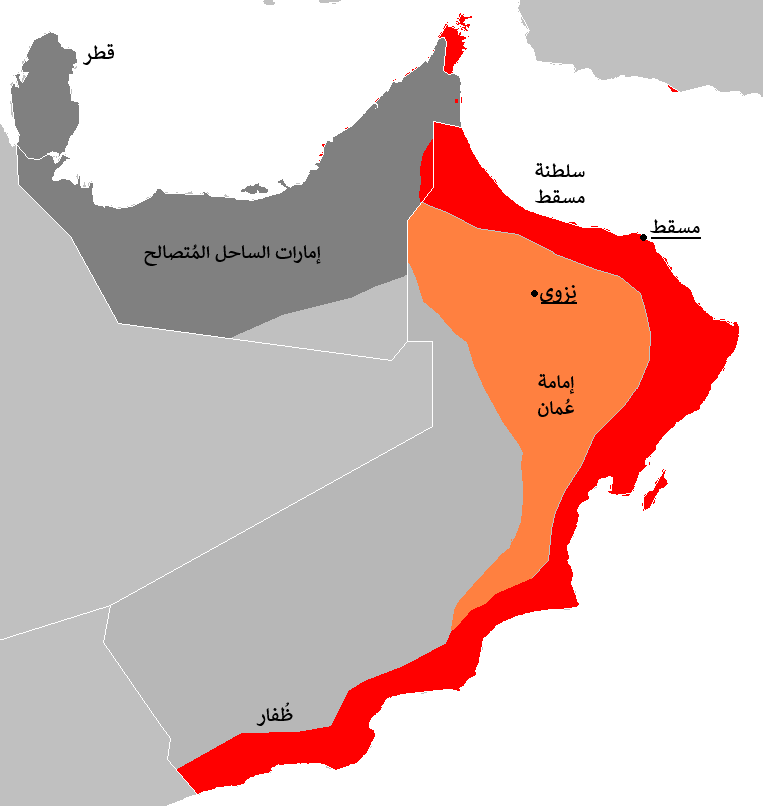
خريطة توضح سلطنة مسقط وعمان (أحمر) وإمامة عمان (برتقالي)

واجه سلاطين مسقط (عمان) وعمان خلال أواخر القرن 19 وأوائل القرن 20 نفوذ أئمة عمان المتمركزين في بلدة نزوى. وقد تم تجاوز تلك المشاكل بعقد حكومة سلطنة مسقط والبريطانيين إتفاقية السيب مع عمان الداخل سنة 1920، حيث ثبتت تلك الإتفاقية انقسام عمان إلى عمان الداخل وحكومة مسقط (عمان) التي تشمل المناطق الساحلية، حيث منحت الإمام حكما ذاتيا لإمامة عمان، في حين اعترفت بسيادة اسمية للسلطان لمسقط وضواحيها.
بدأت المشاكل بالظهور مجددا سنة 1953 عندما أعطت عمان امتيازا لشركة النفط العراقية - البريطانية بالتنقيب في أراضيها ولكن لم يؤد ذلك إلى نتائج مهمة. ثم طلبت بريطانيا بالتنقيب في منطقة الفهود في 1954 داخل حدود الإمامة، وقد تم اكتشاف نفط في هذه المنطقة، ولكن بكميات محدودة. ولقد احتجّ الإمام على هذا العدوان ورأى فيه مسّاً باستقلال «عُمان الداخلية» وبسيادة الإمامة بل وخرقاً لمعاهدة السيب، وتهيأ للمواجهة العسكرية. ومن أجل ذلك تهيأت بريطانيا لتلك الاحتمالات وشكلت جيشاً خاصاً على حساب الشركة النفطية عرف باسم قوة «مشاة مسقط وعُمان»، حيث أرادت الاستفادة من هذه المناسبة للقضاء على نظام الإمامة في عُمان، وضمها إلى كنف السلطنة حيث تفتح كل أراضي عُمان كذلك أمام تنقيباتها. وفي نهاية 1954 احتلت قوات السلطان مع القوات البريطانية مدينة عبري، ثم نزوى عاصمة الإمامة في 1955 في عملية سميت «عملية نزوى». وأمام تصاعد الأخطار أذاع الإمام بياناً يستنكر فيه الغزو ويدعو العُمانيين إلى الالتفاف حول الإمامة والتهيؤ للنضال ضد المعتدي البريطاني.

## الحرب

### مرحلة الأولى
في أوائل 1954 أصدرت الأوامر بنقل جيش السلطان من مركزه في منطقة الباطنة إلى الدقم المطلة على بحر العرب ليكون المركز الرئيسي للجيش. ثم بدأت قوات مسقط تتحرك صوب إمامة عمان وهي تحت قيادة الإنجليز وبصحبة قافلة استكشافية أوفدتها شركة النفط لإقامة مركز في الفهود. وفي أكتوبر 1954 تقدمت القوات المسقطية بمعاونة من قبيلة الدروع لاحتلال عبري داخل أراضي الإمامة، ويبدو أن القوات السلطانية لم تجد أي مقاومة في عبري مما يؤكد أن احتلالها تم بالإتفاق مع بعض المشايخ.
وفي سنة 1955 قررت الحكومة البريطانية استخدام قواتها الجوية واحتلال عاصمة الإمامة نزوى. حيث دخلها جيش السلطان بمشاركة من سلاح الجو البريطاني فجر يوم 15 ديسمبر 1955، فدك قلعة نزوى واحتل ساحتها. ثم أعلن السلطان إلغاؤه اتفاقية السيب منتهكا وجود الأطراف الأخرى الموقعة على الاتفاقية، وحرص على أن تسمى سلطنته بسلطنة مسقط وعمان، كما تمكّن من استعادة جزء من البريمي دون مقاومة تذكر. والحقيقة أن السلطان ما كان له النصر لولا مساعدة شركة نفط عمان وظفار التابعة لشركة نفط العراق الخاضعة لحكم الإنجليز والتي عاونته في بناء جيشه. كما تلقى مساعدة من القاعدتين البريطانيتين في البحرين والشارقة.
ظنت بريطانيا أنها باحتلالها نزوى تكون قد قضت على دولة الإمامة، ولكن لم يغير ذلك من موازين الحرب، فقد انسحب الإمام وقادته إلى مدينة بلاد سيت القريبة من سفوح الجبل الأخضر حيث المركز القوي لقبيلته بني هناة، فالتف العُمانيون حول الإمام، ونُظِّمت المقاومة الوطنية وجرى التهيؤ لحرب شعبية طويلة.

### النضال السياسي للثورة

السلطان سعيد بن تيمور

أوفد الإمام الشيخ صالح بن عيسى الحارثي نائبا عنه إلى السلطان سعيد بن تيمور للتباحث معه حول تلك الأزمة، ولكنه وجد السلطان قد غادر ظفار برا متوجها إلى نزوى ليبارك جيشه بالنصر ويشكر الضباط الإنجليز على مساعدتهم لتحقيق النصر. وعندما علم الوفد بذلك غير وجهته إلى الدمام بالسعودية حيث استقبل استقبالا رسميا وقابله الملك سعود. ثم توجه الوفد في يونيو 1956 إلى القاهرة لمقابلة جمال عبد الناصر طلبا الدعم منه. فسمح لهم بفتح مكتب للإمامة في القاهرة، ثم أنشئ مكتب آخر في دمشق، فتبعها مكاتب في بغداد والجزائر والكويت وبيروت.
ترافق مع العدوان الثلاثي على قناة السويس 1956 تكثيف العمليات العسكرية ضد أتباع الإمام في عُمان، فارتبطت القضية العُمانية ارتباطا وثيقا بقضية العدوان. فتوسع دور جامعة الدول العربية ليشمل عُمان ومنطقة المحميات البريطانية و«ساحل عمان» حتى أصبحت القضية العُمانية قضية الجامعة العربية. والغريب أن السلطان سعيد كان أحد زعماء المنطقة القلائل الذين أيدوا الاعتداء الثلاثي على مصر.
لعب الشيخ إبراهيم اطفيش وهو سليل أسرة من كبار العلماء في مزاب بالجزائر دورا نشطا في تأييد القضية العُمانية داخل الجامعة العربية. وإذ عرف «بسفير الإمامة» في القاهرة، فقد وضع كل ثقله لانضمام عُمان إلى الجامعة العربية ولإدانة الاعتداءات البريطانية. وأيضا تبنت المملكة العربية السعودية بسبب مصالحها الخاصة قضية عُمان داخل الجامعة العربية، وقدمت له الأموال وطبعت له جوازات السفر. ودعمت أيضا كل من مصر وسوريا دبلوماسيا وماديا وعسكريا لصالح الإمامة. وقاد تصاعد العمليات العسكرية (1956) الجامعة العربية إلى اتخاذ قرار بتشكيل لجنة ثلاثية لدراسة تلك القضية، وكانت مهمتها دراسة الأوضاع السياسية في عُمان وساحل عُمان. وفي 3 تموز (يوليو) 1956 قدمت الجامعة العربية طلباً إلى السلطان للسماح لهذه اللجنة بدخول عُمان. ولكن السلطان أهمل هذا الطلب لأنه لا يعترف بالجامعة العربية ولا ينوي لهذا السبب الرد عليها.
وبالرغم هذا العدد من الدول العربية، لكن لم يكن التحاق الإمامة بجامعة الدول العربية أمراً ممكنا. حيث أبدى معظم الأعضاء تحفظهم عندما حان موعد التصويت وكان مرد هذا التردد إلى الوضع الاستثنائي للإمامة والغموض الذي يحيط بكيانها السياسي، بالإضافة إلى الضغط البريطاني لحلفائها في عرقلة انضمام الإمامة، كما طالبت بتدخل الولايات المتحدة لتغيير الموقف السعودي. لذلك تأجيل الاعتراف بالإمامة والاقتصار على مساعدتها في كفاحها واستنكار العدوان البريطاني عليها.

### المرحلة الثانية
بتاريخ 19 يوليو 1957 اندلعت الثورة مجددا بعدما عاد طالب بن علي الهنائي شقيق الإمام من السعودية جالبا معه 300 مقاتل مسلحين تسليحا جيدا، فأعلن الإمام غالب الجهاد لإسترداد أرض الوطن. فاحتلت قواته قلعة بجوار بلاد سيت. وبعد عدة أسابيع من قتال غير حاسم أعلن سليمان بن حمير زعيم الجبل الأخضر دخوله المعركة إلى جانب الإمام. كما انضم إلى الإمام بعض زعماء القبائل ممن خضع للسلطان بعد احتلاله لنزوى 1955 ثم عادوا وانشقوا عليه عند اندلاع الثورة مجددا 1957‏. مما مكن الثوار من استرداد نزوى ثم جميع مدن ومقاطعات الجبل الأخضر، وتمركز الإمام في الجبل. وبدوا على وشك الانقضاض على الساحل وطرد السلطان. وتعرضت قوة مشاة مسقط وعُمان لخسائر كبيرة لأنها تراجعت عبر مدن وقرى مناصرة للثورة.
وبالعجل بعث السلطان سعيد رسالة إلى القنصل البريطاني في مسقط في 16 يوليو 1957 طالبا المساعدة، فصدرت الأوامر في 23 يوليو 1957 لسلاح الطيران البريطاني بالهجوم على المتمردين. وفي اليوم التالي دك الطيران معاقل قوات الإمام. وقد نقلت القوات البريطانية من قبرص وكينيا [الإنجليزية] والبحرين ومستعمرة عدن وقوة ساحل عمان من الشارقة. وبالرغم من عنف القصف إلا أن معنويات الثوار كانت عالية، فتقدمت قوات الإمام واستولت على قلاع بهلاء ونزوى وعلى منطقة الفهود المتنازع عليها والغنية بالنفط. ومع ذلك استمر الإنجليز يقصف وبعنف شديد معاقل الإمامة. وتلخصت خطة الجيش البريطاني كما ذكرته لوموند بما يلي:
1. تركيز عمليات سلاح الجو على قوات الإمام.
2. تحصين واحة البريمي ومنع تسرب قوات الإمام إليها.
3. احتلال عمان الداخل بعد إتمام سلاح الطيران مهمته في تشتيت الإماميين.
4. قيام الإسطول البريطاني بحصار الشواطئ ومراقبة الخليج العربي لمنع وصول الأسلحة لجيش الإمام.[19]

وقد أثرت الغارات الجوية المكثفة (وهي طريقة عسكرية كان العُمانيون يجهلونها حتى ذلك العهد) على سير المعركة، فدمرت تماما نزوى وإزكي وبهلا وبركة الموز وتنوف وقرى سفوح الجبل الأخضر، ومنيت قوات الثورة بخسائر كبيرة في الرجال والممتلكات. ومع ازدياد وتيرة القصف الجوي بدأت قوات جيش السلطان ومعها قوة ساحل عمان الآتية من الساحل المهادن (الإمارات الآن) بالزحف على مدن المنطقة الداخلية وبمساندة سريتين من فوج مشاة الكاميرونيين [الإنجليزية] وآليات مدرعة بريطانية جلبت جوا من عدن إلى منطقة العمليات. فاضطر جيش الإمام باللجوء إلى الجبل الأخضر والتحصن في مخابئه.

### المأزق والمفاوضات
لم يتمكن الجيش السلطاني من تحقيق نصر حاسم ضد معاقل قوات الإمام. لذلك فقد أعيد تنظيم الجيش السلطان بقيادة بريطانية، حيث سميت قوات الباطنة باسم فوج الحدود الشمالية، أما ما تبقى من قوة «مشاة مسقط وعُمان» فقد أدمجت في قوات فوج عمان المستحدث. وتعمد خلط الجنود البلوش مع الجنود العرب داخل تلك القوة لمنع الانشقاق أو التعاطف العلني مع المتمردين، وإن أدت إلى نوع من التوتر فيما بين بعضهم البعض، وكذلك مشاكل اللغة التي تؤخر من تنفيذ الأوامر.
فقد كانت هناك طرق ومسارات إلى الجبل لم تستطع أي قوة السيطرة عليها لضيقها، وكانت هناك محاولة في الجهة الجنوبية للجبل حيث حاولت أربع سرايا (من ضمنها سريتين من قوة ساحل عمان) دخول الجبل، ولكن ما لبثوا أن انسحبوا بسرعة بسبب خوفهم من وقوعهم في كمين لضيق الممرات.
استمر الثوار الموجودين بالجبل لمدة سنتين بتفخيخ الطرق المحيطة بالجبل، ونصب الكمائن للقوات العمانية وقوات شركة النفط ومركباتهم. وقد نشرت القوات العمانية دفاعاتها في مفارز صغيرة في بلدات وقرى صغيرة أسفل الجبل مما يجعلها أهدافا للثوار. وكانت أسلحتهم قديمة (معظمها بريطانية من الحرب العالمية الثانية) مقارنة مع الأسلحة الأحدث التي يستخدمها الثوار، مما جعل تأثيرها ضعيف نوعا ما على الثوار. إضافة إلى عدم استقرار الحالة النفسية للجنود بسبب ذلك. ولكن ما لبثت أن تغير مجرى الحرب عندما توالت الإمدادات البريطانية، فتمكن شقيق السلطان المدعو طارق بن تيمور من استعادة نزوى بعد معارك طاحنة في الشرقية والظاهرة والجبل الأخضر. فبدأ بعض زعماء القبائل بالتخلي عنه والانضمام إلى السلطان.
وفي أثناء ذلك تقدمت بريطانيا بعرض للإمام غالب تطلب منه وقف إطلاق النار والدخول في مفاوضات للخروج من الحرب بأقل الخسائر. فاشترط الإمام عدة شروط منها:
- تجري المفاوضات تحت إشراف لجنة دولية محايدة.
- أن تنسحب القوات البريطانية من أراضي الإمامة التي احتلتها سنة 1955.
- أن ينسحب جميع الولاة الذين عينهم السلطان.[9][23]

لم يقبل الإنجليز بذلك فعادت المناوشات من جديد. فتمكنت المقاومة من تطوير قوتها باستخدام الهاون فتمكنوا من هدم عدة مراكز وتحصينات الحكومة العمانية. كما تمكنوا من نسف وزارة الخارجية حكومة مسقط في 30 أبريل 1958 مما سبب الإرباك في الحكومة البريطانية والعمانية. ثم بعد ذلك هاجم الثوار مركزا للقوات البريطانية في سيح المالح 10 كم من مسقط وفيه مقر شركة البترول، حيث تم إشعال النار في براميل النفط وعتاد الجيش البريطاني ودمر قصر السلطان الذي يتخذه الضباط الإنجليز مقرا لهم. ثم اشتدت عمليات المقاومة ببسالة منقطعة النظير. حتى حدث اشتباك في سبتمبر 1958 بين المقاومة مع قوة إنجليزية بقيادة الميجر بيكر فقتل جميع افراد القوة.

### حسم المعركة
أرسل السلطان مبعوثه لمفاوضة الإماميين في محاولة أخيرة في نوفمبر 1958، ولكن الإمام أصر على موقفه، مما حدا بالسلطان والإنجليز بوضع إستراتيجية جديدة للهجوم على الجبل الأخضر. فغادر السلطان إلى لندن مطلع يناير 1959 في رحلة للعلاج، وتم تشكيل مجلس للوصاية نصفهم إنجليز. فمكن ذلك الجيش البريطاني من تكثيف عملياته في الجبل الأخضر في الفترة من 8 - 25 يناير 1959‏. فتم نشر سربين من فوج القوة الجوية الخاصة البريطانية الآتية من قواعدها في قبرص وكينيا والبحرين على الجبل الأخضر، وقد تمكنوا من الوصول إلى ممر سري من العوابي القريبة من الرستاق للوصول إلى الجبل، فأجريت بعض العمليات الهجومية على الجانب الشمالي للجبل الأخضر، ثم تسلقوا الجهة الجنوبية للجبل ليلا ليباغتوا المتمردين على حين غرة، وشنت الطائرات البريطانية غارات مكثفة على معاقل الثوار. ثم أتاهم المدد بالمظليين عند وصولهم هضبة الجبل، فتمكن المظليون من احتلال منطقة الجبل والتمركز فيها. فاستمرت الغارات حتى وصلوا آخر المعاقل في قرية شريجة، التي باستسلامها انتهت حرب الجبل الأخضر. فأُرغم الإمام على اللجوء إلى السعودية وكذلك فعل بعض قادة الثورة.
قدر أعداد ضحايا هذا الصراع الذي استمر خمسة أعوام بالمئات من المتمردين، بالإضافة إلى أعداد كبيرة من الجنود البريطانيين وقوات السلطان. أما الهجوم الحاسم 1959 فقد أسفر عن مقتل 13 من البريطانيين وقوات، و 176 من أتباع الامام في الشهر الأخير للقتال.

## نتائج حرب الجبل الأخضر
تم إلغاء معاهدة السيب بعد هزيمة الإماميين وكذلك ألغي حكم دولة إمامة عمان. وقد تلقى الإمام الدعم من السعودية عند نفيه إليها وكذلك من عدة حكومات عربية، ولكن ذلك الدعم قد توقف في الثمانينات من القرن الماضي.
استمر بعض أتباع الإمامة بعد الهزيمة عبورهم إلى عمان من السعودية والإمارات، ولم تكن لتلك السلطة العدد الكافي لمنع هذا التسلل. فتم تشكيل قوة شبه عسكرية وهي الدرك العماني سنة 1960 لمساعدة القوات السلطانية في هذه المهمة، وأيضا لتولي مهام الشرطة العادية.